# 埃尔贝 (伊泽尔省)
埃尔贝（法語：Herbeys，法語發音：[ɛʁbɛ] ⓘ）是法国伊泽尔省的一个市镇，属于格勒诺布尔区。

## 地理
埃尔贝（45°8'20"N, 5°47'36"E）面积7.73 平方千米，位于法国奥弗涅-罗讷-阿尔卑斯大区伊泽尔省，该省份为法国东南部内陆省份，北起顺时针与安省、萨瓦省、上阿尔卑斯省、德龙省、阿尔代什省、卢瓦尔省和罗讷省。
与埃尔贝接壤的市镇（或旧市镇、城区）包括：圣马丹迪里亚日、上沃尔纳韦、布列和昂戈讷、日耶尔、普瓦萨。
埃尔贝的时区为UTC+01:00、UTC+02:00（夏令时）。

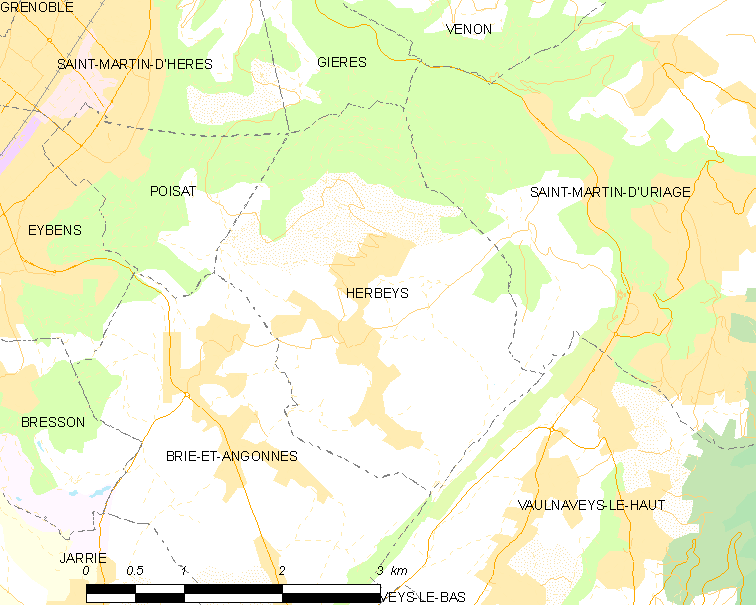
埃尔贝的OSM定位图

## 行政
埃尔贝的邮政编码为38320，INSEE市镇编码为38188。

## 政治
埃尔贝所属的省级选区为勒蓬德克莱县。

## 人口

1962-2008年间埃尔贝人口变化图示

埃尔贝于2022年1月1日时的人口数量为1388人。